# Coelioxys oaxacana
Coelioxys oaxacana is een vliesvleugelig insect uit de familie Megachilidae. De wetenschappelijke naam van de soort is voor het eerst geldig gepubliceerd in 1975 door Baker.